# Dan Simoneau
Daniel Owen "Dan" Simoneau (* 9. Januar 1959 in Farmington, Maine) ist ein ehemaliger US-amerikanischer Skilangläufer. Er erreichte bei den  Olympischen Winterspielen 1984 in Sarajevo den 18. Platz über 15 km klassisch und den achten Rang mit der Staffel. Seine besten Platzierungen bei den  Olympischen Winterspielen 1988 in Calgary waren der 29. Platz über 15 km und der 13. Rang mit der Staffel. In der Saison 1981/82 wurde er Siebter im Gesamtweltcup. Sein bestes Weltcupergebnis hatte er im März 1982 in Falun mit dem zweiten Platz über 30 km.